# عصية زوجية جيجوية
عصية زوجية جيجوية (الاسم العلمي: Dyadobacter jejuensis) هي نوع من البكتيريا، سلبية الغرام، تتبع جنس عصية زوجية.